# 컬러드
컬러드(Coloured)는 남아프리카에서 다인종적 배경을 가진 집단을 가리킨다. 인종의 혼합은 주로 남아프리카의 케이프 지역에서 기원하며, 네덜란드인을 비롯한 백인에 더하여 반투족, 말레이인 등이 이 지역의 토착 민족인 코이산족과 혼혈되었다. 1950년 아파르트헤이트 정권의 인구등록법에 따라 공인된 인종집단의 하나로 규정되었으며, 흑백혼혈의 케이프 컬러드 뿐 아니라 케이프 말레이인처럼 흑인으로부터 기원한 정도가 적다고 여겨지는 민족도 포함되었다. 현재도 컬러드 인구는 주로 남아프리카 공화국 서부에 집중되어 있으며, 2011년 기준 케이프타운에서는 인구의 43.2%를 차지한다. 오늘날 이 집단은 다양한 혈통적 기원에도 불구하고 남아공에서 자신의 민족 정체성을 "컬러드"에 두는 경향이 있다.

## 같이 보기
- 그리콰인
- 바스터